# Plavskij rajon
Il Plavskij rajon (in russo Плавский район?) è un rajon dell'Oblast' di Tula, in Russia. Istituito nel 1924, il capoluogo è Plavsk.